# إشقيل أدنى
إشقيل أدنى (الاسم العلمي:Scilla minima) هو نوع نباتي يتبع جنس الإشقيل من فصيلة الهليونية.